# 1934–1935-ös portugál labdarúgó-bajnokság (első osztály)
A portugál labdarúgó-bajnokság első osztályának 1934–1935-ös szezonja volt a bajnokság első kiírása. A bajnokságban 8 csapat vett részt, a bajnok pedig az FC Porto lett.

## Végeredmény
| # | Klub               | Mérk. | Gy | D | V  | RG | KG | Pont | GK  | Megjegyzés |
| - | ------------------ | ----- | -- | - | -- | -- | -- | ---- | --- | ---------- |
| 1 | Porto              | 14    | 10 | 2 | 2  | 43 | 19 | 22   | +24 | Bajnok     |
| 2 | Sporting           | 14    | 8  | 4 | 2  | 39 | 20 | 20   | +19 |            |
| 3 | Benfica            | 14    | 8  | 3 | 3  | 41 | 23 | 19   | +18 |            |
| 4 | Belenenses         | 14    | 8  | 2 | 4  | 45 | 20 | 18   | +25 |            |
| 5 | Vitória de Setúbal | 14    | 7  | 2 | 5  | 26 | 24 | 16   | +2  |            |
| 6 | União Lisboa       | 14    | 3  | 2 | 9  | 30 | 49 | 8    | -19 |            |
| 7 | Académico          | 14    | 2  | 2 | 10 | 20 | 54 | 6    | -34 |            |
| 8 | Académica          | 14    | 1  | 1 | 12 | 14 | 49 | 3    | -35 | Kiesett    |